# Zhang Jike
Zhang Jike (förenklad kinesiska: 张继科; traditionell kinesiska: 張繼科; pinyin: Zhāng Jì Kē), född den 16 februari 1988 i Binzhou, Kina, är en kinesisk bordtennisspelare som tog OS-guld i herrsingel och även i herrlagstävlingen vid olympiska sommarspelen 2012 i London.
Vid världsmästerskapen i bordtennis 2016 i Kuala Lumpur tog han VM-guld med det kinesiska landslaget.
Zhang tog en guldmedalj i lagturneringen och en silvermedalj i singel vid de olympiska bordtennistävlingarna 2016 i Rio de Janeiro.